# Савадого, Абд аль-Ваххаб
Абд аль-Ваххаб Савадого (фр. Abdul Wahab Sawadogo; род. 2 января 1974, Буссе, Центральное Плато) — буркинийский шоссейный велогонщик.

## Карьера
Савадого начинал ездит на обычном велосипеде из своей деревни Курия в город Буссе. Затем, перебравшись в столицу страны Уагадугу, выступал за местный Espérance Club Ouagadougou. После этого были иностранные клубы. Сначала club de Fadoul (Абиджан, Кот-д’Ивуар), а позже провёл три года в AS Kavel Koumassi (Кумаси, Гана). В феврале 2004 года вернулся в страну и присоединился к клубу AS ONATEL Ouagadougou (Уагадугу).
За время своей карьеры неоднократно стартовал на главной африканской гонке Тур дю Фасо, которую выиграл в 2004 году, став первым буркинийским победителем Тура после Эрнеста Зонго в 1997 году.
Несколько раз становился чемпионом и призёром Буркина-Фасо в групповой гонке. Также стартовал на проводившихся с 2005 года в рамках Африканского тур UCI гонках Тур Сенегала, Букль дю Котон, Тур Камеруна, Тропикале Амисса Бонго, Ивуарийский тур мира, Гран-при Шанталь Бийя.
В сезоне 2006 года стал третьим в индивидуальном рейтинге Африканкого тур UCI. В том же году выступил на чемпионате мира вместе с Саиду Руамбой и Рабаки Жереми Уэдраого.
В 2007 году принял участие на Всеафриканских играх 2007 проходивших в городе Алжир (Алжир).

## Достижения
2004
 Чемпион Буркина-Фасо — групповая гонка
Тур дю Фасо
1-й в генеральной классификации
9-й этап
2005
4-й этапы на Тур дю Фасо
2006
Букль дю Котон
2-й в генеральной классификации
3-й, 5-й и 9-й этапы
2-й на Чемпионат Буркина-Фасо — групповая гонка
3-й в Африканский тур UCI
2007
8-й этап на Тур Камеруна
Букль дю Котон
3-й в генеральной классификации
6-й этап
2008
 Чемпион Буркина-Фасо — групповая гонка
2-й, 4-й, 7-й и 12-й этапы на Тур де л’ор блан
1-й и 6-й этапы на Букль дю Котон
8-й этап на Тур Камеруна
2-й этап на Тур Сенегала
2009
1-й этапы на Букль дю Котон
Grand Prix du Président du Faso
2-й на Чемпионат Буркина-Фасо — групповая гонка
2010
 Чемпион Буркина-Фасо — групповая гонка
1b-й, 5-й и 6-й этапы на Букль дю Котон
Grand Prix du Port autonome d'Abidjan
2011
 Чемпион Буркина-Фасо — групповая гонка

## Рейтинги
| Год                 | 2006 | 2007 | 2008 | 2009 | 2010 | 2011 |
| ------------------- | ---- | ---- | ---- | ---- | ---- | ---- |
| Африканский тур UCI | 3-й  | 24-й | 18-й | 25-й | -    | 36-й |
|                     |      |      |      |      |      |      |
| Источник: UCI       |      |      |      |      |      |      |